# Distretto di Cooch Behar
Il distretto di Cooch Behar (in Bengali কোচবিহার জেলা) è un distretto del Bengala Occidentale, in India, di 2 478 280 abitanti. Il suo capoluogo è Cooch Behar.
Il Cooch Behar, situato nell'appendice settentrionale del Bengala Occidentale, confina con lo Stato del Bangladesh a sud, con lo Stato indiano dell'Assam ad est, e il distretto di Jalpaiguri a nord e ad ovest.

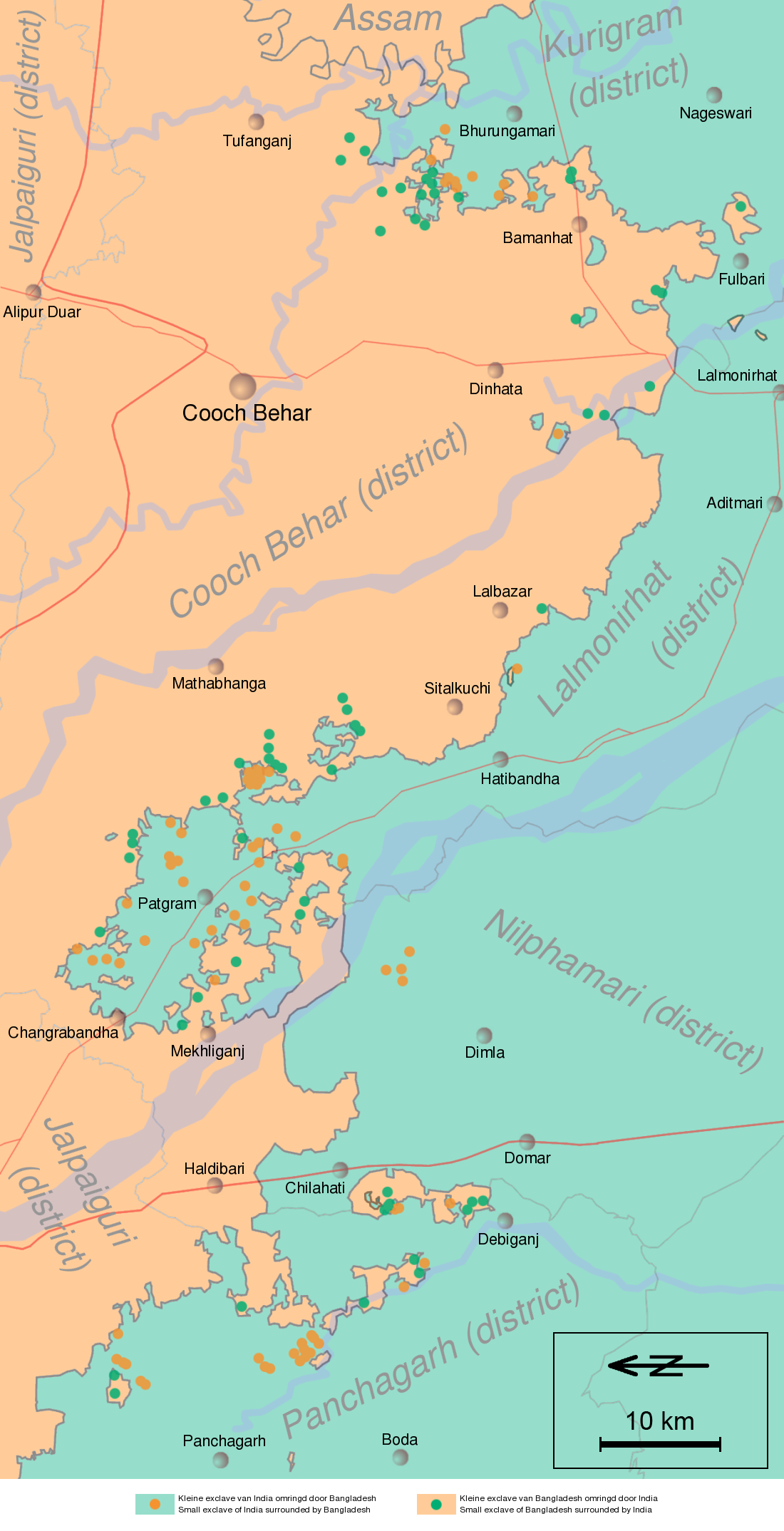
Il tratto di confine tra India e Bangladesh, estremamente frastagliato, e con la presenza di enclavi addirittura all'interno di altre enclavi

A questo distretto appartiene il territorio di Balapara Khagrabari enclave nel Bangladesh, che a sua volta contiene il villaggio bengalese di Upanchowki Bhajni che fino al 2015 circondava il piccolo appezzamento indiano di Dahala Khagrabari, l'unico caso di enclave di 3º livello al mondo.

## Geografia antropica
Il distretto è diviso in cinque suddivisioni: Cooch Behar Sadar, Dinhata, Mathabhanga, Mekliganj e Tufanganj.

### Suddivisione di Cooch Behar Sadar
È costituita da una municipalità, Cooch Behar, e da 2 Community development block:
- Cooch Behar I, costituito da aree rurali con 15 gram panchayat e due città censuarie, Kharimala Khagrabari e Guriahati
- Cooch Behar II, costituito da aree rurali con 13 gram panchayat e una città censuaria Khagrabari

### Suddivisione di Dinhata
È costituita da una municipalità, Dinhata, e da 3 Community development block:
- Dinhata I, costituito da aree rurali con 16 gram panchayat e una città censuaria Bhangri Pratham Khanda
- Dinhata II, costituito da aree rurali con 12 gram panchayat
- Sitai, costituito da aree rurali con 5 gram panchayat

### Suddivisione di Mathabhanga
È costituita da una municipalità, Mathabhanga, e da 3 Community development block:
- Mathabhanga I, costituito da aree rurali con 8 gram panchayat
- Mathabhanga II, costituito da aree rurali con 10 gram panchayat
- Sitalkuchi, costituito da aree rurali con 19 gram panchayat

### Suddivisione di Mekliganj
È costituita da due municipalità, Mekliganj e Haldibari, e da 2 Community development block:
- Mekliganj, costituito da aree rurali con 8 gram panchayat
- Haldibari, costituito da aree rurali con 6 gram panchayat

### Suddivisione di Tufanganj
È costituita da una municipalità, Tufanganj, e da 2 Community development block:
- Tufanganj I, costituito da aree rurali con 14 gram panchayat
- Tufanganj II, costituito da aree rurali con 11 gram panchayat